# Empoascanara wilsoni
Empoascanara wilsoni är en insektsart som beskrevs av Irena Dworakowska 1980. Empoascanara wilsoni ingår i släktet Empoascanara och familjen dvärgstritar.
Artens utbredningsområde är Filippinerna. Inga underarter finns listade i Catalogue of Life.